# Giuseppe Paratore
Pour les articles homonymes, voir Paratore.
Giuseppe Paratore (Palerme, 31 mai 1876 - Rome, 26 février 1967) est un avocat et homme politique italien. Député, sous-secrétaire et ministre des Postes et Télégraphes du royaume de l'Italie. Il a été membre de l'Assemblée constituante, sénateur à vie de la République et président du Sénat.

## Biographie
Né à Palerme d'une famille originaire de Milazzo il a été secrétaire spécial et exécutant testamentaire de Francesco Crispi.
D'idées libérales, il fut élu pour la première fois député du Royaume en 1909 dans le collège de Milazzo, battant Ludovic Fulci du parti de Giolitti. Il est réélu député continuellement pendant six législatures jusqu'en 1929.
Il occupe les charges de sous-secrétaire pour l'Industrie, le Commerce et le Travail et commissaire à l'approvisionnement des matières premières de janvier à juin 1919 dans le gouvernement Orlando et ensuite sous-secrétaire aux Colonies de mars jusqu’à mai 1920 dans le gouvernement Nitti II.
Il est ministre des Postes et Télégraphes du même gouvernement Nitti II du 21 mai au 15 juin 1920 et ministre du Trésor du gouvernement Facta II.